# مارسیال پینا
مارسیال پینا (اسپانیایی: Marcial Pina‎؛ زادهٔ ۲۳ اوت ۱۹۴۶) یک بازیکن و سرمربی فوتبال اهل اسپانیا است.
از تیم‌ها یا باشگاه‌هایی که در آن بازی کرده‌است می‌توان به باشگاه فوتبال بارسلونا، باشگاه فوتبال الچه، تیم ملی فوتبال کاتالونیا، باشگاه فوتبال اسپانیول، باشگاه فوتبال اتلتیکو مادرید، تیم ملی فوتبال زیر ۲۳ سال اسپانیا و تیم ملی فوتبال اسپانیا اشاره کرد.